# Peter Cook (humorista)
Peter Edward Cook (Torquay, 17 de novembro de 1937 — Hampstead, 9 de janeiro de 1995) foi um satirista, escritor e humorista britânico.
Famoso por ser a primeira figura da chamada "satire boom", nos anos 60. Cook é frequentemente associado ao estilo de comédia surgido nos anos 50 por influência da Guerra Fria e é citado por muitos comediantes como influência cômica.
Em uma enquete de 2005 para escolher O Comediante dos Comediantes realizada pela emissora britânica Channel 4, Peter Cook ficou em primeiro lugar.